# Natalus primus
Natalus primus — є одним з видів кажанів родини Natalidae. Колись вважався підвидом N. stramineus, але явно відрізняється від цього виду.

## Поширення
Країни поширення: Куба. Лаштує сідала в печерах. Харчуються в основному молями, цвіркунами і жуками, рідше іншими комахами.

## Загрози та охорона
Втрата середовища проживання і людського вторгнення в печері є загрозами.